# Équipe du Brésil masculine de handball aux Jeux olympiques d'été de 2020
Cet article relate le parcours de l'équipe du Brésil masculine de handball lors des Jeux olympiques de 2020 ayant lieu au Japon en juillet 2021. Il s'agit de la 6e participation du Brésil aux Jeux olympiques.

## Qualification
En terminant à la troisième place aux Jeux panaméricains de 2019, le Brésil est initialement éliminé de la compétition. Il obtiendra une place au tournoi de qualification grâce aux victoires en janvier 2020 de l'Espagne au Championnat d'Europe et de l'Égypte au Championnat d'Afrique des nations.

### Tournoi mondial n°1
En s'imposant face à la Corée du Sud et au Chili, le Brésil décroche sa place pour les Jeux olympiques de 2020.
|   | Équipe       | Pts | J | G | N | P | Bp  | Bc  | Diff |
| - | ------------ | --- | - | - | - | - | --- | --- | ---- |
| 1 | Norvège      | 6   | 3 | 3 | 0 | 0 | 114 | 74  | 40   |
| 2 | Brésil       | 4   | 3 | 2 | 0 | 1 | 76  | 80  | -4   |
| 3 | Corée du Sud | 2   | 3 | 1 | 0 | 2 | 91  | 109 | -18  |
| 4 | Chili        | 0   | 3 | 0 | 0 | 3 | 82  | 100 | -18  |

| 12 mars 2021 20h00 | Norvège          | 32 – 20 | Brésil           | Verde Complex, Podgorica Affluence : 0 Arbitrage : Pavićević, Ražnatović |
| 12 mars 2021 20h00 | Sander Sagosen 7 | (17-12) | Haniel Langaro 4 | Verde Complex, Podgorica Affluence : 0 Arbitrage : Pavićević, Ražnatović |
| 12 mars 2021 20h00 | ×1 ×4            | Rapport | ×1 ×5            | Verde Complex, Podgorica Affluence : 0 Arbitrage : Pavićević, Ražnatović |

| 13 mars 2021 17h30 | Brésil          | 30 – 24 | Corée du Sud | Verde Complex, Podgorica Affluence : 0 Arbitrage : Horáček, Novotný |
| 13 mars 2021 17h30 | Fábio Chiuffa 7 | (13-9)  | Jo Tae-hun 6 | Verde Complex, Podgorica Affluence : 0 Arbitrage : Horáček, Novotný |
| 13 mars 2021 17h30 | ×2 ×6           | Rapport | ×2 ×1        | Verde Complex, Podgorica Affluence : 0 Arbitrage : Horáček, Novotný |

| 14 mars 2021 17h30 | Brésil           | 26 – 24 | Chili              | Verde Complex, Podgorica Affluence : 0 Arbitrage : Gubica, Milošević |
| 14 mars 2021 17h30 | Leonardo Dutra 5 | (11-17) | Erwin Feuchtmann 8 | Verde Complex, Podgorica Affluence : 0 Arbitrage : Gubica, Milošević |
| 14 mars 2021 17h30 | ×2               | Rapport | ×2 ×5              | Verde Complex, Podgorica Affluence : 0 Arbitrage : Gubica, Milošević |

## Effectif pour la compétition
Parmi les absents, l'arrière droit José Toledo s'est blessé en cours de compétition et a été remplacé par le demi-centre Henrique Teixeira (en).

## Résultats

### Phase de groupe
|   | Équipe    | Pts | J | G | N | P | Bp  | Bc  | Diff | Dép |
| - | --------- | --- | - | - | - | - | --- | --- | ---- | --- |
| 1 | France    | 8   | 5 | 4 | 0 | 1 | 162 | 148 | 14   | +5  |
| 2 | Espagne   | 8   | 5 | 4 | 0 | 1 | 155 | 142 | 13   | -5  |
| 3 | Allemagne | 6   | 5 | 3 | 0 | 2 | 146 | 131 | 15   | +5  |
| 4 | Norvège   | 6   | 5 | 3 | 0 | 2 | 136 | 132 | 4    | -5  |
| 5 | Brésil    | 2   | 5 | 1 | 0 | 4 | 128 | 145 | -17  | /   |
| 6 | Argentine | 0   | 5 | 0 | 0 | 5 | 125 | 154 | -29  | /   |

| 24 juillet 2021 9 h 00 | Norvège   | 27 – 24   | Brésil    | Gymnase olympique de Yoyogi, Tokyo Affluence : 0 Arbitrage : Vaclav Horacek & Jiri Novotny |
| 24 juillet 2021 9 h 00 | Sagosen 8 | (12 - 13) | Langaro 5 | Gymnase olympique de Yoyogi, Tokyo Affluence : 0 Arbitrage : Vaclav Horacek & Jiri Novotny |
| 24 juillet 2021 9 h 00 | ×0        | Rapport   | ×1 ×6 ×1  | Gymnase olympique de Yoyogi, Tokyo Affluence : 0 Arbitrage : Vaclav Horacek & Jiri Novotny |

| 26 juillet 2021 9h00 | Brésil   | 29 - 34   | France          | Gymnase olympique de Yoyogi, Tokyo Affluence : 0 Arbitrage : Mirza Kurtagic & Mattias Wetterwik |
| 26 juillet 2021 9h00 | Dutra 10 | (13 - 16) | trois joueurs 4 | Gymnase olympique de Yoyogi, Tokyo Affluence : 0 Arbitrage : Mirza Kurtagic & Mattias Wetterwik |
| 26 juillet 2021 9h00 | ×4 ×1    | Rapport   | ×2              | Gymnase olympique de Yoyogi, Tokyo Affluence : 0 Arbitrage : Mirza Kurtagic & Mattias Wetterwik |

| 28 juillet 2021 19h30 | Brésil  | 25 – 32 | Espagne | Gymnase olympique de Yoyogi, Tokyo Affluence : 0 Arbitrage : Hansen, Madsen |
| 28 juillet 2021 19h30 | Silva 6 | (16–18) | Solé 5  | Gymnase olympique de Yoyogi, Tokyo Affluence : 0 Arbitrage : Hansen, Madsen |
| 28 juillet 2021 19h30 | ×4      | Rapport | ×1      | Gymnase olympique de Yoyogi, Tokyo Affluence : 0 Arbitrage : Hansen, Madsen |

| 30 juillet 2021 9h00 | Argentine  | 23 – 25 | Brésil   | Gymnase olympique de Yoyogi, Tokyo Affluence : 0 Arbitrage : Lah, Sok |
| 30 juillet 2021 9h00 | Martínez 6 | (7-14)  | Silva 7  | Gymnase olympique de Yoyogi, Tokyo Affluence : 0 Arbitrage : Lah, Sok |
| 30 juillet 2021 9h00 | ×2 ×4 ×1   | Rapport | ×1 ×5 ×1 | Gymnase olympique de Yoyogi, Tokyo Affluence : 0 Arbitrage : Lah, Sok |

| 1er août 2021 19h30 | Allemagne         | 29 – 25 | Brésil  | Gymnase olympique de Yoyogi, Tokyo Affluence : 0 Arbitrage : Horáček, Novotný |
| 1er août 2021 19h30 | Knorr, Weinhold 6 | (16–12) | Dutra 7 | Gymnase olympique de Yoyogi, Tokyo Affluence : 0 Arbitrage : Horáček, Novotný |
| 1er août 2021 19h30 | ×1 ×3             | Rapport | ×2      | Gymnase olympique de Yoyogi, Tokyo Affluence : 0 Arbitrage : Horáček, Novotný |

## Statistiques

### Buteurs
| Rang  | Joueur                  | Tot. | Tirs | %     | MJ | Moy. |
| ----- | ----------------------- | ---- | ---- | ----- | -- | ---- |
| 1     | Fábio Chiuffa           | 21   | 25   | 84 %  | 5  | 4,2  |
| 1     | João Silva              | 21   | 36   | 58 %  | 5  | 4,2  |
| 3     | Leonardo Dutra (en)     | 20   | 38   | 53 %  | 5  | 4    |
| 3     | Haniel Langaro          | 20   | 42   | 48 %  | 5  | 4    |
| 4     | Gustavo Rodrigues       | 12   | 22   | 55 %  | 4  | 3    |
| 5     | Rogério Moraes          | 9    | 13   | 69 %  | 5  | 1,8  |
| 6     | Vinícius Teixeira (en)  | 6    | 9    | 67 %  | 5  | 1,2  |
| 7     | Rudolph Hackbarth (en)  | 5    | 7    | 71 %  | 5  | 1    |
| 7     | Felipe Borges           | 5    | 10   | 50 %  | 5  | 1    |
| 9     | Thiago Ponciano (en)    | 4    | 15   | 27 %  | 5  | 0,8  |
| 10    | Thiagus dos Santos      | 3    | 7    | 43 %  | 5  | 0,6  |
| 11    | Leonardo Terçariol (en) | 2    | 2    | 100 % | 5  | 0,4  |
| Total | Total                   | 128  | 231  | 55 %  | 5  | 25,6 |

### Gardiens de but
| N°    | Nom                     | %    | Arrêts | Tirs | MJ | Moy. |
| ----- | ----------------------- | ---- | ------ | ---- | -- | ---- |
| 1     | Leonardo Terçariol (en) | 30 % | 39     | 128  | 5  | 7,8  |
| 2     | Rangel da Rosa (en)     | 20 % | 12     | 61   | 5  | 2,4  |
| Total | Total                   | 26 % | 51     | 196  | 5  | 10,2 |